# Alberto Fujimori
Alberto Kenya Fujimori Inomoto (Lima, 28 luglio 1938 – Lima, 11 settembre 2024) è stato un politico peruviano, presidente e poi, in seguito a un autogolpe, dittatore del Perù dal 28 luglio 1990 al 17 novembre 2000. Fu condannato per crimini contro l'umanità tra cui la sterilizzazione forzata di centinaia di migliaia di donne indigene e l'essere stato il mandante di uccisioni extragiudiziali avvenute per mano dell'esercito durante il conflitto interno peruviano.
Fujimori, ingegnere agrario all'epoca della sua ascesa politica quasi sconosciuto, giunse al potere come candidato "centrista" indipendente sconfiggendo nel ballottaggio elettorale il candidato neoliberista, lo scrittore Mario Vargas Llosa. Fujimori vinse il confronto in un momento delicato per il Perù, in seguito alla crisi economica aggravatasi durante il governo del socialdemocratico aprista Alan García Pérez, che portò ad un'iperinflazione e al rischio di fallimento. Il suo governo, a sorpresa, fu economicamente liberista e neoliberista, dovendo adottare una politica di forte austerità denominata "fujishock" per ottenere aiuti internazionali e la ripartenza dell'economia, e si contraddistinse per lo stile politico autoritario, specialmente dopo l'autogolpe del 1992; con esso furono cancellate le libertà democratiche. Il colpo di Stato incruento fu perpetrato come risposta ad un golpe fallito di una parte ribelle dei militari; i militari sfavorevoli a Fujimori si erano sollevati in seguito alla forzatura costituzionale con cui il presidente aveva alcuni mesi prima esautorato il Parlamento aprista e la magistratura, supportato da buona parte delle forze armate.
Fujimori sarà poi accusato e condannato, con prove, per la violazione dei diritti umani perpetrata con il commissionamento di omicidi, rapimenti, sterilizzazioni forzate, violenze e torture, specialmente durante la guerra civile contro il gruppo terrorista e guerrigliero Sendero Luminoso, di ispirazione marxista-leninista e maoista, e altri movimenti affini. In particolare fu accusato di crimini il Grupo Colina, un distaccamento dell'esercito peruviano formato dallo stesso governo Fujimori per combattere il gruppo terrorista, ma che uccise circa 60 persone, tra cui minorenni (come nel Massacro di Barrios Altos) e semplici oppositori politici. Egli ha negato questi addebiti, asserendo di aver posto un argine ad una guerra che durava da decenni con migliaia di morti, circa 69.000. I principali leader catturati di Sendero Luminoso sono stati anch'essi in seguito condannati, anche dopo la restaurazione della democrazia, a lunghe pene detentive ed ergastoli per omicidi, atti terroristici, sequestri, torture, schiavitù.
Durante gli ultimi mesi del suo terzo mandato, il governo fu travolto da una serie di scandali che videro accusati di corruzione personaggi di primo piano. In seguito a tali fatti, Fujimori fu costretto a dimettersi e decise di fuggire ed autoesiliarsi nel suo Paese di origine, il Giappone, che ne rifiutò l'estradizione. Gli succedette Valentín Paniagua.
Le sue candidature successive sono state invalidate per via giudiziale, e in seguito Fujimori fu arrestato (2005) ed estradato mentre compiva una visita in Cile; il 7 aprile 2009 venne condannato a 25 anni di reclusione per 25 omicidi compiuti dai paramilitari legati ai servizi segreti durante il suo governo, divenuti 32 anni dopo la condanna per corruzione e uso di fondi pubblici a fini illeciti.
Nel 2017 Fujimori è stato scarcerato con la grazia presidenziale e un indulto parziale dopo 12 anni di prigione, per motivi umanitari, essendo gravemente malato, ma dal 2018 è nuovamente sotto processo per una strage in cui morirono 6 persone. Dall'ottobre 2018, dopo l'annullamento della grazia, fu messo brevemente in stato di detenzione domiciliare per finire di scontare la pena, ma dopo pochi mesi (gennaio 2019) è stato arrestato in custodia cautelare, in attesa di sentenza, e dal 2020 al 2024 è stato recluso in carcere per i residui 13 anni, intervallando con brevi periodi di ricovero ospedaliero, fino alla sua morte nel 2024. Nel 2022 ha ricevuto un'amnistia e nel dicembre del 2023 è stato scarcerato a seguito di una decisione della Corte Costituzionale Peruviana, che ha approvato una risoluzione favorevole al suo rilascio nonostante le proteste da parte della ICHR.
La figlia Keiko Fujimori ha tentato tre volte l'elezione presidenziale, con un partito fujimorista e populista di destra da lei fondato, Forza Popolare, che ha avuto numerose volte la maggioranza politica in Parlamento, ma venendo sempre sconfitta alle presidenziali. Anche il figlio Kenji Fujimori è un politico.

## Biografia
Alberto Fujimori nacque a Lima il 28 luglio 1938 , da genitori immigrati giapponesi, originari del villaggio di Kawachi-Machi, nella Prefettura di Kumamoto. La famiglia emigrò in Perù nel 1934; nato Alberto, cittadino peruviano per ius soli, i genitori chiesero all'ambasciata del paese nipponico che il loro figlio potesse mantenere la cittadinanza giapponese.
I genitori erano di fede buddhista, ma battezzarono i figli alla religione cattolica romana perché potessero frequentare un collegio locale. Gli atti di nascita e battesimo ufficiali indicano che Fujimori nacque il giorno della Festa Nazionale del Perù, il 28 luglio 1938, anniversario dell'indipendenza. Alcuni suoi oppositori hanno sostenuto che in realtà sia nato in Giappone e in un altro giorno, e che quindi i suoi certificati siano fasulli. In un'intervista il premio Nobel per la Letteratura e avversario politico Mario Vargas Llosa ha dichiarato: «Dopo il primo turno [delle elezioni del 1990] si presentarono tre ufficiali [della Marina militare] e mi informarono di una strana faccenda. Dissero: "la Marina ha le prove che el Señor Fujimori non è peruviano. I suoi certificati di nascita sono falsi. In realtà è nato in Giappone [e non di certo nel Giorno della Patria] e possediamo i documenti per dimostrarlo". Risposi: "se li avete immagino che li renderete pubblici". Dissero: "Ovviamente", e invece sparì tutto».
Fujimori fu un brillante studente e si laureò in Ingegneria agraria nel 1961. Successivamente studiò fisica pura a Strasburgo e matematica negli USA, conseguendo il master in scienze matematiche nel 1969. Ottenne una cattedra presso l'Università Nazionale Agraria e successivamente, nel 1984, divenne rettore dell'ateneo, carica che occupò fino al 1989. Inoltre nel 1987 diviene presidente dell'Asamblea Nacional de Rectores. Fu anche conduttore di un programma televisivo chiamato Concertando (1987-1989), trasmesso dalla Televisione Nazionale del Perù.
Fujimori è stato il fondatore di quattro raggruppamenti politici: il movimento Cambio 90, il partito Nueva Mayoría, l'alleanza Perú 2000 e il movimento Sí Cumple. I suoi sostenitori hanno fondato Alianza por el Futuro e Fuerza 2011, oggi Forza Popolare. Si è sposato due volte, con due donne anch'esse di origine giapponese, Susana Higuchi (1950-2021), della quale è stato marito dal 1974 al 1996, e Satomi Kataoka (1966), di 28 anni più giovane, conosciuta nel 2002. Ha quattro figli: Keiko, Kenji, Sachi Marcela, Hiro Alberto, e diversi nipoti. Keiko e Kenji hanno seguito la carriera politica ma appartengono a formazioni diverse, Forza Popolare e Cambio 21, dopo che Kenji ha lasciato FP in polemica con la sorella.

## Primo mandato presidenziale
Nel 1987, di fronte agli intenti del governo dell'Alleanza Popolare Rivoluzionaria Americana (APRA) di Alan García Pérez di nazionalizzare le banche, la destra peruviana, fino ad allora moribonda, trovò una causa e un candidato per il suo rinnovamento, aggregandosi al movimento di protesta lanciato dallo scrittore Mario Vargas Llosa e dal suo Movimiento Libertad.
Per rimediare all'iperinflazione, Vargas Llosa promise di applicare un piano shock di stabilizzazione dei prezzi, mentre Fujimori, che avrebbe attuato politiche simili, si mantenne sul vago. Al primo turno delle presidenziali, Vargas Llosa ottiene il 28,2% dei voti; Fujimori 24,3%; l'APRA, 19,6%. Fu chiaro che la sinistra e l'APRA avrebbero sostenuto Fujimori, per nessun'altra ragione che sconfiggere Vargas Llosa, candidato del centrodestra.
Lo scrittore peruviano era visto dagli "apristi" e dalla sinistra come un rappresentante dell'élite conservatrice e tradizionale mentre Fujimori era percepito come un outsider estraneo all'establishment politico. La condotta dei candidati durante la campagna elettorale, in congiunzione con il prolungato periodo di divisione politica che la precedette, diminuì sensibilmente la fiducia dei peruviani nel sistema politico tradizionale e nei suoi partiti. Questa fu la principale ragione che condusse all'elezione di Fujimori al secondo turno. Vargas Llosa ottenne il 33,9% contro il 56,5% del suo rivale.
Il risultato sorprendente di Fujimori e del suo movimento politico, Cambio 90, è da ricercare nella capacità di capitalizzare il profondo malcontento nella popolazione per l'operato del precedente presidente, e per la diffidenza nei confronti dello stesso Vargas Llosa, considerato un uomo dell'establishment politico peruviano. Inoltre la vittoria di Fujimori fu determinata dal sostegno delle fasce povere della popolazione, spaventate dalle proposte economiche di austerità di Vargas Llosa.
Egli fu la terza persona di origine asiatico-estremorientale a diventare presidente di una nazione sudamericana, preceduto da Arthur Chung, ex presidente della Guyana, e da Henk Chin A Sen del Suriname, di origini cinesi (sebbene anche il cubano Fulgencio Batista avesse degli antenati cinesi). Entrò in carica il 28 luglio 1990, giorno del suo 52º compleanno e Festa Nazionale peruviana.

### Riforme economiche
Fujimori ereditò un paese in crisi economica e politica e le sue prime mosse furono volte a far ripartire l'economia del Perù e a pacificare la nazione. Durante i primi mesi di governo Fujimori si persuase che per fare rientrare il Perù nella comunità finanziaria internazionale occorressero non nuovi aiuti dai paesi esteri ma una strategia economica in rottura con il passato. Juan Carlos Hurtado Miller venne nominato sia ministro dell'economia che Premier del Perù, mentre molti dei consiglieri originali di Fujimori abbandonarono Cambio 90 in aperta polemica con il presidente.
Per quanto concerne gli interventi in campo economico, il primo governo Fujimori attuò drastiche misure per contenere i prezzi e superare la svalutazione della moneta. Tali misure finirono però per tradursi in una sostanziale svalutazione dei salari per ampie fasce della popolazione (i salari aumentarono di molto ma il costo della vita decollò in modo esponenziale). Fujimori cambiò anche la valuta ufficiale del paese, coniando il Nuevo sol peruviano al posto dell'Inti iperinflazionato.
La notte tra il 7 e l'8 agosto del 1990, Hurtado Miller annunciò in televisione il piano economico di austerità e conservatorismo fiscale di Fujimori (che precedentemente non era un liberista), che prese il nome di "Fujishock", con un famoso discorso che terminò con le parole "Che Dio ci aiuti"; si trattava di un programma ben più duro di quello supportato da Vargas Llosa in campagna elettorale e di quello proposto dallo stesso Fondo Monetario Internazionale per poter concedere aiuti economici al Perù indebitato e sull'orlo del fallimento economico.
Il principale autore del piano fu lo stesso ministro dell'Economia Hurtado Miller, e il suo obiettivo principale era quello di introdurre una disciplina monetaria e fiscale insieme a una notevole riduzione del disavanzo di bilancio. Il Fujishock si basò su una totale liberalizzazione dei prezzi, compreso un aumento del 3.000% dei prezzi dei carburanti (da 41.800 inti a 1.200.000 inti per gallone), con l'eliminazione del calmiere, la modifica delle tariffe e la loro fissazione a un livello compreso tra 10 e 50% (per le merci importate), una limitazione radicale delle restrizioni relative all'importazione di merci in Perù, l'abolizione delle restrizioni al flusso di capitali esteri, la riforma fiscale, compresa la sospensione di tutte le detrazioni, e la fissazione del livello dell'imposta sulle vendite a 14%, la riduzione dei prestiti agevolati per l'agricoltura, un aumento del salario minimo del 300% e il pagamento di un'indennità aggiuntiva per l'importo di una retribuzione mensile per ciascun dipendente. Al contempo fu tagliato l'intervento statale in economia, introdotte privatizzazioni e abbassate alcune tasse. Il costo sociale del Fujishock, specie in una nazione dove il salario minimo mensile era di circa 15 dollari fu molto alto: il prezzo del latte e del pane triplicò, quello dei servizi (acqua, elettricità, gas) aumentò di 20-30 volte e in 11 città venne richiesto lo stato d'emergenza, con pattuglie di militari a presidiare le strade contro i saccheggiatori. Lima era diventata una città che aveva, secondo diversi osservatori, "salari del Bangladesh con prezzi di Tokyo".
Tuttavia, il Fujishock riuscì a far ripartire l'economia del Perù: l'inflazione scese drasticamente e se nel 1990 il PIL segnava un -5,1% già nel 1994, l'economia peruviana cresceva ad un tasso del 13% annuo, più velocemente di qualsiasi altra economia al mondo. L'iperinflazione, che aveva toccato livelli record a livello globale nel secondo dopoguerra (superati poi dell'inflazione della Jugoslavia nel 1994, 
da  quella dello Zimbabwe nel 2008, e del Venezuela negli anni 2010) e nel 1990 era del 7649,6 %, scese di colpo già nel 1991; mentre nel 1994 era già intorno allo 10,2 %, al momento delle dimissioni definitive di Fujimori (2000) era scesa allo 0,1 %, e da allora è pressoché stabile tra 2 e 6 %.

### La guerra controSendero Luminosoe l'"autogolpe"
Fujimori inasprì la lotta all'organizzazione terroristica nota come Sendero Luminoso, varando una serie di provvedimenti che coinvolsero maggiormente l'intelligence (ovvero il Servicio de Inteligencia Nacional) nelle operazioni anti-terrorismo e promuovendo l'azione di gruppi paramilitari, nell'ottica di un conflitto a bassa intensità. Tra questi, il Grupo Colina, si sarebbe reso tristemente noto per alcuni eventi di sangue, tra i quali il massacro di Barrios Altos, il massacro di Santa e la strage di La Cantuta (o strage del centro storico di Lima).
Anni dopo, Fujimori sarebbe stato accusato non solo di essere a conoscenza dell'operato del Grupo Colina ma anche di appoggiarlo sia politicamente che economicamente. Le iniziative di Fujimori, nelle politiche macroeconomiche e nella lotta ai movimenti sovversivi, trovarono una forte opposizione nel Congresso; in entrambe le camere del parlamento infatti, la maggioranza era costituita dalla coalizione tra Alianza Popular Revolucionaria Americana (APRA) e il Frente Democrático (FREDEMO), ostili alla presidenza.
Vista la mancanza di cooperazione e l'intransigenza del Parlamento, il 5 aprile 1992, Fujimori e i militari realizzarono una forzatura costituzionale che fu il prodromo del vero e proprio autogolpe (o Fujigolpe), sciogliendo il Parlamento stesso e sospendendo le attività della magistratura. Il 13 novembre 1992, il generale dell'esercito Jaime Salinas Sedó, insieme a un gruppo di militari tentò un colpo di Stato, per sovvertire il governo Fujimori. Quest'ultimo si rifugiò presso l'ambasciata del Giappone. Il golpe però non ebbe esito e i suoi autori furono arrestati. Fujimori colse quindi l'occasione per inasprire il suo governo autoritario, instaurando quello che lui stesso chiamò Governo di emergenza e ricostruzione nazionale, il cosiddetto "autogolpe".
Poco dopo convocò le elezioni per il Congreso Constituyente Democrático che avrebbe scritto la Costituzione del 1993. In questo periodo i servizi segreti riuscirono a catturare Abimael Guzmán, storico leader del gruppo rivoluzionario Sentiero Luminoso, che da anni lottava per stabilire un regime maoista nel paese. In questo stesso periodo venne assassinato Pedro Huilca Tecse, segretario generale della principale organizzazione sindacale peruviana, la Confederación General de Trabajadores del Péru (CGTP). Il Grupo Colina fu incriminato più tardi per questo omicidio, ma non direttamente Fujimori.

## Secondo Governo

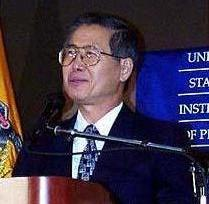
Alberto Fujimori

Fujimori fu rieletto democraticamente nel 1995, sconfiggendo l'ex segretario generale dell'ONU Javier Pérez de Cuéllar Guerra. Nell'anno 1998 Fujimori iniziò una serie di operazioni con il fine di potersi presentare, per la terza volta, come candidato alla presidenza del Perù. A tal fine cercò di fare promulgare una legge di interpretazione autentica della Costituzione.
Infatti, sebbene l'articolo 112 della Costituzione stessa indicasse che il Presidente potesse essere rieletto una sola volta per un totale di due mandati consecutivi, Fujimori tentò di sostenere che l'elezione del 1990 non poteva essere conteggiata, perché allora era in vigore la Costituzione del 1979 e non quella da lui stesso voluta del 1993. Il Tribunale Costituzionale del Perù tentò di ostacolare la promulgazione di questa legge ad personam, ma invano. Il Parlamento di Lima, che era di maggioranza fujimorista, rispose infatti destituendo quattro giudici del Tribunale stesso.
Questi fatti causarono dimostrazioni di protesta fra gli studenti e le organizzazioni sindacali. Nel 1995 si produsse anche un conflitto armato con l'Ecuador, per motivi di confini internazionali. Con l'ascesa a Presidente ecuadoriano di Jamil Mahuad, il governo Fujimori intavolò nuove negoziazioni per addivenire alla soluzione del conflitto. Con il Trattato di Brasilia, Ecuador e Perù trovavano l'accordo per un tratto di frontiera di 78 km. Con un atto simbolico il Perù concedette all'Ecuador a titolo di proprietà privata (senza alcun diritto di sovranità) un chilometro quadrato di territorio, ove sorge il nucleo urbano di Tiwinza.

## Elezioni del 2000
Fujimori si presentò alle elezioni del 2000 senza prima essersi dimesso da presidente uscente. Portò avanti una campagna piena di insulti, esternando il timore di brogli nei confronti del suo avversario principale, Alejandro Toledo. Dopo la sua elezione venne alla luce uno scandalo di corruzione, che vide coinvolto un membro del governo Fujimori, Vladimiro Montesinos. L'episodio destò tanto clamore all'opinione pubblica che Fujimori si vide costretto a convocare nuove elezioni generali, sia per l'elezione di un nuovo presidente, sia per l'elezione di un nuovo Parlamento.
In mezzo a questo caos politico Fujimori partecipò alla riunione della Asia-Pacific Economic Cooperation in Brunei, nella sua veste ufficiale di Presidente del Perù. Terminata la riunione non fece ritorno in Perù, ma si recò in Giappone, temendo di essere accusato e perseguito penalmente per la corruzione del suo governo, ma anche per i crimini contro l'umanità commessi durante i suoi mandati, che piano piano stavano anch'essi venendo alla luce. Da Tokyo Fujimori formalizzò al Parlamento le sue dimissioni e mandò un fax con il quale annunciava che avrebbe rinunciato alla presidenza della Repubblica.

## Accuse di violazione dei diritti dell'uomo
Diverse organizzazioni criticarono i metodi adottati da Fujimori nella lotta contro Sentiero Luminoso e il Movimento Rivoluzionario Tupac Amaru (MRTA). Secondo Amnesty International, "l'ampia e sistematica violazioni dei diritti dell'uomo commessi durante il governo dell'ex capo dello stato Alberto Fujimori (1990-2000) in Perù costituiscono, secondo il diritto internazionale, crimini contro l'umanità".

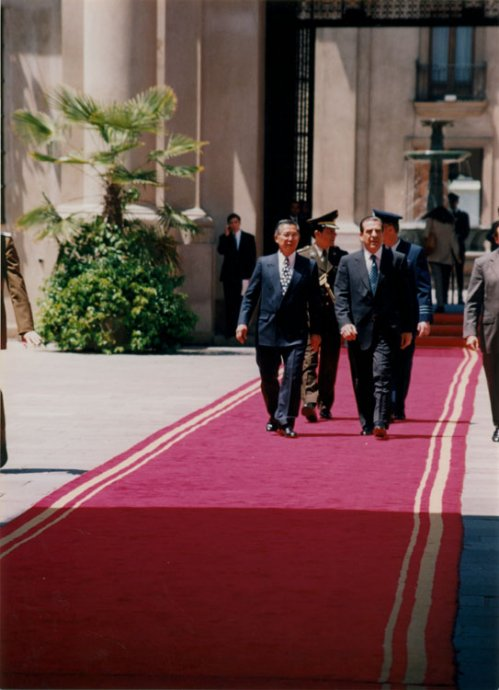
Visita di Stato in Cile (1999)

La presunta associazione di Fujimori con gli squadroni della morte è sotto esame da parte della Corte interamericana dei diritti umani, dopo che la stessa corte accettò di giudicare sul ricorso sollevato nel caso "Cantuta contro Perú". Il Massacro di Barrios Altos nel 1991 perpetrato dai membri dello squadrone della morte Grupo Colina, formato da membri delle forze armate peruviane, è uno dei crimini citati nella richiesta di estradizione avanzata al Giappone dal governo peruviano nel 2003.

### Campagna di sterilizzazione
Tra 1996 e 2000, il governo Fujimori supervisionò una massiccia campagna di pianificazione familiare e contenimento dell'emergenza demografica conosciuta come Contraccezione chirurgica volontaria. Le Nazioni unite e altre agenzie internazionali supportarono questa campagna. Anche la Nippon Foundation, guidata da Ayako Sono, romanziere giapponese e amico personale di Fujimori, sostenne tale campagna. All'incirca 300 000 donne, principalmente indigene, furono obbligate direttamente o indirettamente ad essere sterilizzate durante questo periodo.

### Crisi dell'ambasciata e altro
Il successo dell'operazione "Chavín de Huántar" - che pose termine alla crisi dell'ambasciata giapponese a Lima - fu macchiato da accuse successive secondo le quali almeno tre, e probabilmente otto, dei terroristi furono giustiziati sommariamente dai commando dopo essersi arresi. Nel 2002 il caso fu sollevato dai Pubblici Ministeri ma la Corte suprema peruviana stabilì che i tribunali militari avevano giurisdizione sopra questo scandalo. Una corte militare più tardi assolse i commando e nel 2004 i soldati di "Chavín de Huantar" guidarono la parata militare.
In risposta all'esito di questo processo, nel 2003 i parenti dei membri del MRTA fecero appello alla Inter-American Commission on Human Rights (IACHR) accusando lo stato peruviano per violazione dei diritti umani, e più precisamente che ai ribelli del MRTA era stata negata "il diritto alla vita, il diritto alle garanzie giuridiche e il diritto alla protezione giudiziale". La IACHR accettò il caso che è attualmente sotto indagine. Il ministro della giustizia Maria Zavala dichiarò che questa decisione della IACHR legittimò la richiesta di estradizione di Fujimori da parte del governo peruviano nei confronti del Cile. Sebbene la decisione della IACHR non implichi direttamente Fujimori, condanna il governo peruviano per la sua complicità nel massacro di La Cantuta del 1992.

## Esilio in Giappone
Il Parlamento di Lima rifiutò le sue dimissioni, provvedendo altresì a destituirlo e a interdirlo per incapacità morale dall'esercitare qualsiasi incarico pubblico per un periodo di dieci anni. Da quella data e fino al momento del suo arresto in Cile, Fujimori ha risieduto in Giappone. Gli è stata riconosciuta la cittadinanza giapponese, per il principio dello ius sanguinis, in quanto figlio di genitori giapponesi. Nel 2001, Alejandro Toledo vinse le elezioni presidenziali del Perù e lavorò subito per consegnare Fujimori alla giustizia. Tra le varie iniziative adottate, Toledo chiese anche l'estradizione dell'ex-presidente dal Giappone, ma il governo giapponese ha sempre respinto le istanze di estradizione, in quanto la legge giapponese vieta l'estradizione per i propri cittadini. Durante il suo auto esilio Alberto Fujimori ha sempre sostenuto che il processo messo in piedi contro di lui fosse una vendetta politica basata su accuse fondate su racconti di terzi, senza che ci fossero prove oggettive rilevanti.

## Arresto e processo

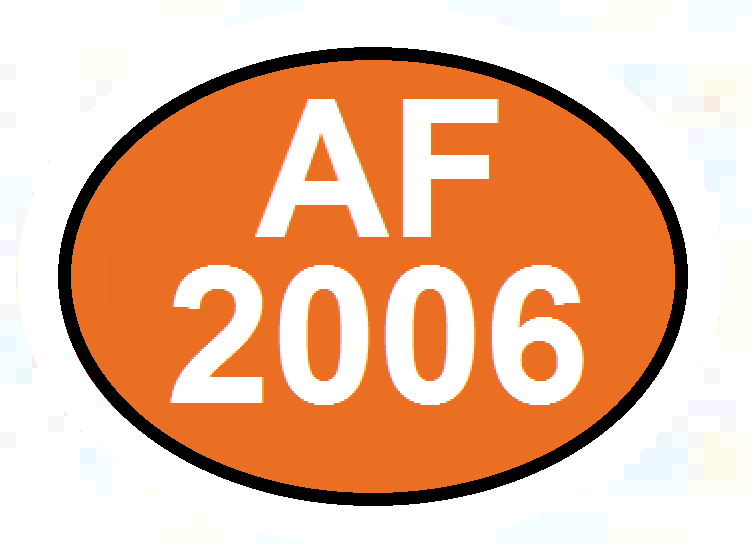
Simbolo presentato dal gruppo fujimorista per le elezioni del 2006

Il 6 novembre del 2005 Fujimori arrivò a Santiago a bordo di un aereo privato partito da Tokyo, con l'obiettivo di ripresentarsi alle elezioni presidenziali del 2006 (la sua candidatura sarà invalidata dalla Corte suprema): «È mio obiettivo restare temporaneamente in Cile, nell'ambito dei miei sforzi per ritornare in Perù e mantenere la mia promessa fatta a gran parte del popolo peruviano, che mi ha chiesto di candidarmi alle elezioni del 2006».
Il giorno dopo fu arrestato su richiesta della Corte Suprema cilena che aveva ottemperato a un mandato di cattura internazionale spiccato dall'Interpol. Il Consiglio dei ministri peruviano, presieduto dall'allora presidente Alejandro Toledo, inviò una commissione nella capitale cilena con il fine di iniziare il processo di richiesta di estradizione.
Nel 2009 Alberto Fujimori è stato condannato dal Tribunale Speciale a 25 anni di reclusione per l'omicidio di 25 persone, sequestro di persona e violazione dei diritti umani. Nello specifico:
- il massacro di Barrios Altos del 3 novembre 1991 (15 morti), compiuto da uno squadrone della morte di paramilitari del Grupo Colina su ordine del capo dell'intelligence Vladimiro Montesinos, in cui furono uccise persone innocenti erroneamente identificate dai servizi segreti come membri di Sendero Luminoso; nella sparatoria morì un bambino di 8 anni che era presente; Fujimori fu condannato per responsabilità indiretta, per aver costituito il Gruppo e aver coperto i responsabili ostacolando la giustizia
- il massacro dell'Università La Cantuta del 18 luglio 1992 (10 morti), in cui 9 studenti e un professore, presunti membri di Sendero Luminoso, furono assassinati dai paramilitari, condannato come mandante
- il sequestro e la tortura dell'imprenditore Samuel Dyer e del giornalista Gustavo Gorritti (quest'ultimo rilasciato in seguito a pressioni internazionali) durante l'autogolpe del 5 aprile 1992, considerati atti di terrorismo di Stato e quindi per responsabilità indiretta quale capo di Stato[56]
- il programma di sterilizzazione forzata, da lui approvato e sostenuto

La condanna successivamente fu confermata il 3 gennaio 2010 dalla Corte Suprema. Fujimori ha ripetutamente sostenuto che non c'erano prove per implicarlo direttamente in qualsiasi crimine. Il 20 luglio dello stesso anno è stato nuovamente condannato dalla Corte suprema di giustizia a sette anni e sei mesi di carcere per corruzione e malversazione. Fujimori è stato riconosciuto colpevole di aver concesso fondi pubblici pari a 15 milioni di dollari all'ex capo dei servizi segreti, Vladimiro Montesinos, per la paura che il suo braccio destro progettasse un colpo di Stato contro di lui.
La strage di Chavin de Huantar è tuttora sotto indagine da organismi neutrali, ed è indagato per il massacro di Pativilca. In totale è stato condannato a 32 anni di reclusione.

## Scarcerazione e nuovi arresti

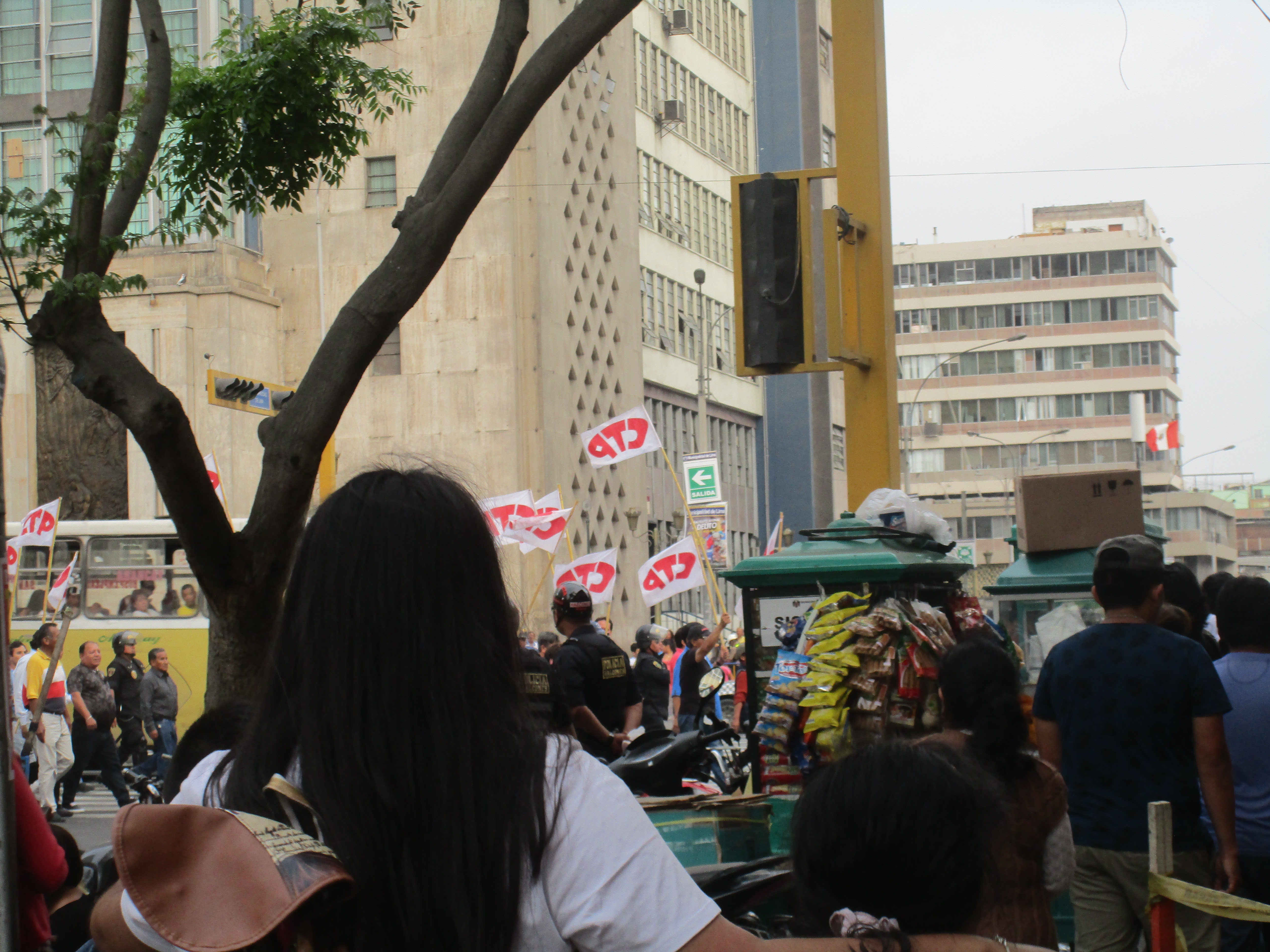
Proteste popolari contro l'indulto.

Il presidente peruviano Pedro Pablo Kuczynski e il Parlamento hanno varato il 24 dicembre 2017 un provvedimento di indulto "umanitario" parziale per alcuni detenuti, provvedimento in cui è rientrato anche Fujimori per motivi di salute, seguito da grazia presidenziale per i rimanenti anni di carcere, per cui è stata decisa la scarcerazione dopo circa 12 anni. Il presidente ha concesso il provvedimento sulla base di un rapporto medico secondo il quale l'ex dittatore ottantenne era dichiarato sofferente di diverse patologie in fase terminale, tra cui "una malattia progressiva, degenerativa e incurabile" (secondo fonti giornalistiche del 2012 un carcinoma della bocca metastatico) e che la detenzione in carcere ne metteva a rischio la vita, la salute e l'integrità fisica.
Kuczynsky ha affermato di non voler permettere la morte in carcere di Fujimori, mentre numerosi manifestanti si sono schierati contro, e 230 scrittori tra cui l'ex rivale di Fujimori alle elezioni presidenziali del 1990, Mario Vargas Llosa, hanno firmato un appello contro l'indulto, dichiarandolo "tradimento" e "offesa alla memoria", e sostenendo che il politico non sarebbe davvero ammalato. L'opinione pubblica peruviana (visto anche il successo elettorale crescente del movimento fujimorista negli anni 2010) resta tuttora molto divisa - come accaduto in Cile con Augusto Pinochet - tra chi considera il Presidente nippo-peruviano un dittatore spietato e un politico corrotto, e chi lo considera il salvatore del Perù dal terrorismo e dal fallimento economico definitivo.
Dopo la liberazione, Fujimori dal letto d'ospedale ha poi diffuso un video, il 26 dicembre, in cui si scusava con la parte dei peruviani che si sono sentiti "defraudati" dal suo governo, chiedendo "perdono dal profondo del cuore". Il 5 gennaio 2018 l'ex dittatore apparve in numerose foto sulla sedia a rotelle e impossibilitato a camminare, mentre usciva dalla clinica, accompagnato dal figlio minore per tornare nella propria abitazione.
Il 20 febbraio 2018, poiché grazia e indulto coprivano solo i crimini già giudicati, una corte ha stabilito che Fujimori dovrà essere nuovamente processato per il massacro di Pativilca del 29 gennaio 1992, cioè l'uccisione di sei persone ritenute fiancheggiatori di Sendero Luminoso (tre agricoltori, un professore, uno studente e un autista, i cui corpi non furono ritrovati) commessa sempre dal Grupo Colina, in cui è accusato di essere il mandante.
Secondo alcuni osservatori il provvedimento di grazia e indulto viene dichiarato frutto di un accordo politico tra la presidenza e una frangia del partito di Keiko Fujimori (Forza Popolare), a sua volta incriminata e arrestata per reati finanziari, ossia il gruppo scissionista guidato da Kenji Fujimori (Cambio 21). Nel marzo 2018, Kuczynski viene accusato dalla magistratura di voto di scambio per aver barattato con l'opposizione la liberazione di Fujimori con una votazione a proprio favore quando era incriminato per corruzione, e, rischiando l'impeachment presenta le dimissioni dalla carica, in cui subentra il vice presidente Martín Vizcarra.
Il 4 ottobre 2018, la Corte Suprema ha deciso che Fujimori dovrebbe tornare in carcere in attesa del processo e per scontare i rimanenti anni di pena, dichiarando nulla la grazia concessa da Kuczynski; l'ex Presidente ha fatto ricorso contro la decisione. La richiesta di arresto è sospesa in attesa dell'appello, dato anche che Fujimori si trova nuovamente ricoverato dallo stesso giorno, e dal 6 ottobre è in terapia intensiva nel reparto di cardiologia della Clínica Centenario. Il 12 ottobre, il congresso a maggioranza conservatrice e fujimorista ha approvato una legge definita Applicazione umanitaria della pena, che consente a chi ha compiuto 78 anni e scontato almeno un terzo della pena in carcere, di poter scontare il resto della condanna in detenzione domiciliare e con braccialetto elettronico, norma che in teoria pareva dovesse essere applicata quindi anche a Fujimori.
La Corte Suprema ha poi applicato la misura cautelare del divieto di espatrio a Fujimori in attesa del nuovo giudizio. Nel gennaio 2019 è stato emesso un ordine di custodia cautelare in carcere in attesa del processo. Il 13 febbraio la Corte Suprema ha respinto l'appello di Fujimori contro l'annullamento della grazia, per cui potrebbe anche scontare gli effettivi 13 anni restanti in cella. Dopo quattro giorni in clinica dal 4 all'8 febbraio 2020, è tornato in prigione per sua stessa volontà, secondo il medico curante.

## Liberazione
Nel 2022 la Corte Suprema ha sentenziato che Fujimori possa essere rilasciato, ma non è chiaro quando e come (in detenzione domiciliare o in sospensione della pena), in seguito ad una legge di amnistia promulgata dal Parlamento, a cui è seguito un ricorso di habeas corpus per il nuovo processo e una richiesta di sospensione della pena già irrogata, che ha portato i giudici, 4 contro 3, a ripristinare l'indulto del 2017. La Corte interamericana dei diritti umani (Cidh) ha subito dopo ordinato al Perù di astenersi temporaneamente dall'eseguire la decisione di scarcerare l'ex presidente "fino a quando non sarà risolta la richiesta di misure provvisorie di tutela delle vittime dei casi Barrios Altos e La Cantuta". L'ex dittatore si trovò temporaneamente libero in attesa di una decisione definitiva. Nel 2023 ha subito un nuovo ricovero per aggravamento delle condizioni cardiache. Nel dicembre del 2023 è stato nuovamente scarcerato per decisione della Corte Costituzionale Peruviana.
Il 1º luglio 2024 ha dichiarato, dalla clinica dove era ricoverato per una caduta, di essere disponibile a candidarsi a una carica elettiva nonostante l'età avanzata (85 anni), le condizioni di salute e cinque condanne penali.

## Morte
Fujimori è deceduto a 86 anni l'11 settembre 2024 a causa del cancro che lo affliggeva da diversi anni, come reso noto da un comunicato a nome della famiglia firmato dai quattro figli.